# Vetlî, Liubeșiv
Vetlî (în ucraineană Ветли) este o comună în raionul Liubeșiv, regiunea Volînia, Ucraina, formată numai din satul de reședință.
Localitatea face parte din regiunea istorică Volânia, iar după tratatul de pace de la Riga din 1921 a devenit parte a Poloniei, după 1939 intrând în componența Uniunii Sovietice.

## Demografie
Componența lingvistică a satului Vetlî
     Ucraineană (98,63%)
     Alte limbi (1,32%)
Conform recensământului din 2001, majoritatea populației satului Vetlî era vorbitoare de ucraineană (98,63%), existând în minoritate și vorbitori de alte limbi.